# Torre de Refóios
A Torre de Refóios, também referida como Torre das Malheiras e Torre de Malheiros, localiza-se na freguesia de Refóios do Lima, no município de Ponte de Lima, distrito de Viana do Castelo, em Portugal.
Encontra-se classificada como Imóvel de Interesse Público desde 1996.

## História
É uma das primeiras torres defensivas medievais que se conhecem no país. Está ligada à Lenda da Pieira de Lobos, escrita pelo conde de Bertiandos.
Em finais do século XVIII, era propriedade de D. Maria Antónia Malheiro de Macedo Portugal, casada com Francisco Malheiro de Araújo. Como este casal não teve descendência, a Torre de Refóios foi legada em testamento ao sobrinho Leonel de Abreu e Lima, Capitão dos Voluntários Realistas de Viana e Senhor da Casa do Ameal e do Paço de Atães. Este último, não tendo também sucessão, lega a Torre de Refóios ao Dr. António de Magalhães de Barros de Araújo Queiroz, Senhor da Casa das Pereiras, em Ponte do Lima, e pai de António de Magalhães Barros de Araújo Queirós Visconde de Cortegaça que a herdou (na fotografia).
Muito bem conservada, está inserida dentro de uma quinta. O conjunto encontra-se ainda classificado como casa de Turismo de Habitação pela Direcção Geral de Turismo, constituindo-se em uma das atracções de destaque da região.
Os seus proprietários são representantes do título de Conde de Almada e senhores do Paço de Lanheses.